# Heart Attack
《Heart Attack》은 대한민국의 음악 그룹  AOA의 세 번째 미니 음반이다. 2015년 6월 22일 발매되었다.

## 배경
AOA는 전 앨범 《사뿐사뿐》 이후 7개월 동안 개별 활동과 일본 활동을 해왔다. 2015년 6월 3일 FNC 엔터테인먼트의 대표 한성호는 공식 홈페이지를 통해 "6월 중순 앨범 발매를 목표로 컴백 준비 중이다."라고 말하며 컴백 소식을 전하였다. 6월 8일 FNC 엔터테인먼트는 6월 22일 〈심쿵해 (Heart Attack)〉를 타이틀곡으로 한 미니 앨범 《Heart Attack》을 발매한다고 발표했다. 다음 날 9일에는 초아의 티저 영상을 공개하면서 본격적인 컴백 예고를 했다. 6월 10일 여의도에서 열린 《AOA의 어느 멋진 날》 제작발표회에서 멤버 지민은 "상큼하고 발랄한 모습이 될 것 같다. 뮤직비디오도 즐겁게 찍었고, 앨범도 열심히 준비했다. 조금 더 성숙된 우리의 모습이 기대해달라."고 말했다.

## 발매
2015년 6월 9일 공식 홈페이지를 통해 초아의 티저 영상을 공개했다.

## 수록곡
| #            | 제목                      | 작사                   | 작곡                         | 편곡                           | 재생 시간 |
| ------------ | ------------------------- | ---------------------- | ---------------------------- | ------------------------------ | --------- |
| 1.           | 〈심쿵해 (Heart Attack)〉 | 용감한형제, 차쿤       | 용감한형제, Mr.강, 차쿤      | 용감한형제, 코끼리왕국, 이정민 | 3:16      |
| 2.           | 〈Luv Me〉                | 용감한형제             | 용감한형제, JS               | 코끼리왕국, 이정민             | 3:30      |
| 3.           | 〈들어와 (Come To Me)〉   | 한승훈, 신지민, 서용배 | 한승훈, 서용배               | 서용배                         | 3:24      |
| 4.           | 〈한개 (One Thing)〉      | 용감한형제, 차쿤       | 용감한형제, 별들의전쟁, 차쿤 | 별들의전쟁                     | 3:21      |
| 5.           | 〈진짜 (Really Really)〉  | 용감한형제, 차쿤       | 용감한형제, 코끼리왕국       | 코끼리왕국, 이정민             | 3:56      |
| 6.           | 〈Chocolate〉             | 별들의전쟁             | 별들의전쟁, 미쓰리           | 미쓰리                         | 3:08      |
| 총 재생 시간 | 총 재생 시간              | 총 재생 시간           | 총 재생 시간                 | 총 재생 시간                   | 20:34     |

## 차트
| 차트 (2015)             | 최고 순위 |
| ----------------------- | --------- |
| 대한민국 (가온 차트)    | 2         |
| 미국 (빌보드 월드 앨범) | 5         |